# Saxifraga saxorum
Saxifraga saxorum är en stenbräckeväxtart som beskrevs av H. Sm.. Saxifraga saxorum ingår i Bräckesläktet som ingår i familjen stenbräckeväxter. Inga underarter finns listade i Catalogue of Life.